# Grzegorz Janik
Grzegorz Piotr Janik (ur. 27 czerwca 1965 w Rybniku) – polski polityk, nauczyciel i samorządowiec, poseł na Sejm V, VI, VII i VIII kadencji.

## Życiorys
Ukończył studia na Wydziale Nauczycielskim Akademii Wychowania Fizycznego w Katowicach. Pracował jako nauczyciel wychowania fizycznego i dyrektor Zespołu Szkół Ponadpodstawowych nr 3 w Rybniku. Został prezesem klubu Energetyk ROW Rybnik.
W wyborach samorządowych w 1998 bezskutecznie ubiegał się o mandat radnego Rybnika z listy Akcji Wyborczej Solidarność. W latach 2002–2005 zasiadał w Sejmiku Województwa Śląskiego z listy koalicji POPiS.
W wyborach parlamentarnych w 2005 z listy Prawa i Sprawiedliwości został wybrany na posła V kadencji w okręgu rybnickim. W wyborach w 2007 po raz drugi uzyskał mandat poselski, otrzymując 7570 głosów. W wyborach w 2011 nie został ponownie wybrany. W 2013 objął mandat posła VII kadencji w miejsce Bolesława Piechy (wybranego na senatora w wyborach uzupełniających). W 2015 z powodzeniem ubiegał się o poselską reelekcję (dostał 9355 głosów). W 2019 nie kandydował w kolejnych wyborach. Został później dyrektorem ds. obsługi technicznej powierzchni w spółce JSW Szkolenie i Górnictwo.
W ramach postępowania dotyczącego przyjmowania korzyści majątkowych w związku z pełnieniem funkcji publicznej w latach 2016–2018 Grzegorz Janik został zatrzymany 27 stycznia 2022 przez funkcjonariuszy katowickiej delegatury Centralnego Biura Antykorupcyjnego na polecenie prokuratora.
6 maja 2024 Janik został uznany za winnego pięciu z sześciu zarzucanych mu czynów – m.in. przyjmowania korzyści majątkowych od trzech mężczyzn, ubiegających się o stanowiska w spółkach należących do JSW. Uniewinniony został od zarzutu przyjęcia obietnicy wręczenia korzyści majątkowej od Karola S. Rozpatrując apelacje Sąd Okręgowy w Rybniku 6 maja 2025 skazał go prawomocnie na 2,5 roku więzienia.